# Большевик (Мордовия)
Большеви́к — посёлок в Краснослободском районе Республики Мордовия Российской Федерации. Входит в состав Старосиндровского сельского поселения.

## География
Находится на расстоянии примерно 23 километра по прямой на восток от районного центра города Краснослободск.

## История
Основан в 1928 году переселенцами из села Старое Синдрово и Мордовские Полянки.

## Население
| 2002 | 2010 |
| ---- | ---- |
| 19   | ↘12  |

Постоянное население составляло 19 человек (мордва-мокша 89 %) в 2002 году, 12 в 2010 году.

## Инфраструктура
Личное подсобное хозяйство с зоной сельскохозяйственного использования, индивидуальная застройка усадебного типа.

## Транспорт
Просёлочные дороги.